# Samsung Securities Cup 2012
La Samsung Securities Cup 2012 è stato un torneo professionistico di tennis giocato sul cemento. È stata la 13ª edizione del torneo che faceva parte dell'ATP Challenger Tour nell'ambito dell'ATP Challenger Tour 2012 e dell'ITF Women's Circuit nell'ambito dell'ITF Women's Circuit 2012. Il torneo maschile e quello femminile si sono giocati a Seul in Corea del Sud dal 22 al 28 ottobre 2012.

## Partecipanti ATP

### Teste di serie
| Nazionalità   | Giocatore         | Ranking* | Testa di serie |
| ------------- | ----------------- | -------- | -------------- |
| Taipei cinese | Lu Yen-hsun       | 58       | 1              |
| Giappone      | Tatsuma Itō       | 63       | 2              |
| Russia        | Dmitrij Tursunov  | 105      | 3              |
| Tunisia       | Malek Jaziri      | 112      | 4              |
| Francia       | Kenny de Schepper | 123      | 5              |
| Giappone      | Yūichi Sugita     | 141      | 6              |
| Taipei cinese | Wang Yeu-tzuoo    | 146      | 7              |
| Bielorussia   | Uladzimir Ihnacik | 149      | 8              |

- Ranking al 15 ottobre 2012.

### Altri partecipanti
Giocatori che hanno ricevuto una wild card:
- Chung Hy-Eon
- Jeong Suk-Young
- Nam Ji-Sung
- Nam Hyun-Woo

Giocatori passati dalle qualificazioni:
- Lim Yong-Kyu
- Matwé Middelkoop
- Na Jung-Woong
- Divij Sharan

## Partecipanti WTA

### Teste di serie
| Nazionalità   | Giocatrice         | Ranking* | Testa di serie |
| ------------- | ------------------ | -------- | -------------- |
| Croazia       | Donna Vekić        | 108      | 1              |
| Giappone      | Erika Sema         | 183      | 2              |
| Corea del Sud | Han Sung-Hee       | 273      | 3              |
| Hong Kong     | Chan Wing-yau      | 340      | 4              |
| Giappone      | Mai Minokoshi      | 343      | 5              |
| Uzbekistan    | Nigina Abduraimova | 344      | 6              |
| Giappone      | Chiaki Okadaue     | 369      | 7              |
| Corea del Sud | Lee So-Ra          | 392      | 8              |

- Ranking al 15 ottobre 2012.

### Altre partecipanti
Giocatrici che hanno ricevuto una wild card:
- Han Na-Lae
- Kang Seo-Kyung
- Lee Jin-a
- Song Ah

Giocatrici passate dalle qualificazioni:
- Choi Ji-Hee
- Kim Hae-Sung
- Kim Na-Ri
- Lee Ye-Rin
- Napatsakorn Sankaew
- Trang Huynh Phuong Dai
- Varunya Wongteanchai
- Yea Hyo-Jung

## Campioni

### Singolare maschile
- Lu Yen-hsun ha battuto in finale  Yūichi Sugita con il punteggio di 6–3, 7–6(4)

### Singolare femminile
- Erika Sema ha battuto in finale  Mai Minokoshi con il punteggio di 6–1, 7–5

### Doppio maschile
- Lee Hsin-han /  Peng Hsien-yin hanno battuto in finale  Lim Yong-Kyu /  Nam Ji-Sung con il punteggio di 7–6(3), 7–5

### Doppio femminile
- Nigina Abduraimova /  Chan Wing-yau hanno battuto in finale  Kim Ji-Young /  Yoo Mi con il punteggio di 6–4, 2–6, [12-10]